# Ken Livingstone
Kenneth Robert "Ken" Livingstone, född 17 juni 1945 i Lambeth, London, är en brittisk Labour-politiker som var Londons borgmästare från 2000 till 2008. Han var även ledare för Londons stadsfullmäktige mellan 1981 och 1986. Han är känd som "Red Ken" (Röde Ken) då han politiskt står till vänster. 
Han blev vald till Londons borgmästare som oberoende kandidat vid valet 2000, då han inte fått stöd av Labourpartiet. Då han ändå ställde upp uteslöts han från partiet. Inför valet 2004 återfick han sitt medlemskap och ställde upp som kandidat för Labour.
Han ställde även upp i borgmästarvalet 2008 där han förlorade mot de konservativas Boris Johnson. 
År 2016 blev Livingstone avstängd ifrån Labour efter att Naz Shah (MP Bradford West) publicerat ett uttalande i sociala medier där hon menade att Israel skulle flyttas till USA. I en radiointervju försvarade Livingstone henne med att Hitler också initialt hade stöttat sionismen varvid partikollegorna krävde även hans avstängning.  Även Shah blev avstängd april-juli 2016.